# Kõpu
Kõpu est un petit bourg de la commune de Põhja-Sakala, situé dans le comté de Viljandi en Estonie.
Il constituait le chef-lieu de la commune de Kõpu avant la réorganisation administrative d'octobre 2017, quand celle-ci a été supprimée et réunie à la nouvelle commune de Põhja-Sakala.
La population, en constante diminution depuis les années 1990, s'élevait à 333 habitants en 2012 et à 261 habitants en 2020.

## Sites et monuments
- L'église de Kõpu date de 1825 et a été restaurée en 1999.
- L'ancien manoir domanial de Groß-Köppo, date de 1800 et a été remanié en 1847. Il abrite une école depuis les années 1920[3].